# Mughiphantes nigromaculatus
Mughiphantes nigromaculatus là một loài nhện trong họ Linyphiidae.
Loài này thuộc chi Mughiphantes. Mughiphantes nigromaculatus được miêu tả năm 1983 bởi Zhu & Wen.